# FORMOSAT-1
FORMOSAT-1 (en chinois 福爾摩沙衛星一號), initialement nommé ROCSAT 1, est un satellite d'observation de la Terre  développé par la National Space Project Office, devenue en 2005 National Space Organization (l'Organisation Nationale de l'Espace) de Taïwan. Sa mission était de mener trois expériences scientifiques et technologiques en orbite basse dans les domaines de l'imagerie, des télécommunications spatiales et de la physique solaire-terrestre. Le satellite  de 401 kg, lancé en juin 1999, a fonctionné durant 5 ans.

## Historique du projet
Le vaisseau spatial et son instrumentation ont été développés conjointement par la National Space Project Office et TRW. Il a été lancé de Cape Canaveral (États-Unis) le 27 janvier 1999 par une fusée Athena I sur une orbite circulaire à 600 km d'altitude et de 35 degrés d'inclinaison. Après 5 ans et demi, sa mission a officiellement pris fin le 16 juin 2004. Le satellite a été renommé Formosat 1 en décembre 2004.

## Caractéristiques techniques
- Poids : 401 kg (carburant restant compris)
- Forme : hexagonale
- Dimensions 
  - Hauteur : 2,1 m
  - Largeur : 1,1 m

- 2 panneaux solaires : 1,16 × 2,46 m
- Puissance électrique : 450 watts
- Batteries : NiCd 21 Ah
- Stockage de données : 2 Go[3]
- Objectif de durée de vie au lancement : 4 ans

L'équipement C&DH (commande et traitement des données) se compose d'ordinateurs embarqués, d'unités d'interface à distance, d'équipement GPS, d'une interface électronique à transpondeur, d'un enregistreur à état solide et un module de contrôle de réaction pour garder une stabilité sur l'orbite,.

### Instruments
Le satellite comportait un Imageur de couleur océanique ayant pour but de collecter des données sur les radiances visibles et quasi-infrarouges des océans à basse latitude, une charge utile de communication expérimentale et une expérience de plasma ionosphère avec un instrument électrodynamique ayant pour but de mesurer l'ionisation de la haute atmosphère terrestre.
- ICO (Imageur de Couleur d'Océan) : L'imageur de couleur océanique est un instrument d'imagerie toute-réfractive, pushbroom (en), conçu pour étudier la distribution des pigments de surface océanique en mesurant les radiances visibles et quasi-infrarouges dans les sixièmes bandes spectrales (443 à 865 nm). La caméra intégrée a un champ de vue de 690 km de travers et une résolution de 800 m2. Les données de teneur en pigments à la surface seront utilisées pour la recherche sur les dynamiques océaniques, les variations de chlorophylle et pour détecter des lieux propices à la pêche[5].

- CDE (Charge utile de Communication Expérimentale) : Un répéteur monocanal en bande Ka conçu pour évaluer les performances du système du réseau de communication par satellite en orbite terrestre basse, ainsi que pour tester diverses techniques de mise en application de ses systèmes à travers quatre expériences[6].

- PIIE (Plasma ionosphère et instrument électrodynamique) : L'instrument de plasma et d'électrodynamique de l'ionosphère est un projet conjoint du Bureau du programme spatial national de la République de Chine, de l'Université du Texas à Dallas, de l'Université centrale nationale et de l'Université nationale de la Ka-tung. Les capteurs PIIE se composent d'un piège ionique, d'une paire de compteurs d'ions dérivants et d'un analyseur au potentiel retardateur. L'instrument est conçu pour mesurer la densité ionique, la température et la vitesse de dérive afin d'étudier l'électrodynamique à grande échelle, la distribution du plasma et la structure plasmatique à petite échelle dans l'ionosphère à basse latitude, en mettant l'accent sur la région équatorial au-dessus de Taiwan. Les mesures à haute résolution permettront des études détaillées des bulles équatoriales, de l'instabilité de Rayleigh-Taylor, de l'instabilité de la dérive EXB et de l'instabilité Perkins[7].